# Mychajliwka (hromada Wesełynowe)
Mychajliwka (ukr. Михайлівка) – wieś na Ukrainie, w obwodzie mikołajowskim, w rejonie wozniesieńskim, w hromadzie Wesełynowe. W 2001 liczyła 546 mieszkańców.